# Legislatura 2016-2020 della Romania
La Legislatura 2016-2020 è l'VIII Legislatura della Repubblica di Romania dopo la rivoluzione romena del 1989. È stata in carica dal 21 dicembre 2016 al 20 dicembre 2020

## Cronologia
Chiusa l'esperienza del governo tecnico di Dacian Cioloș, le elezioni parlamentari in Romania del 2016 premiarono il Partito Social Democratico (PSD) di Liviu Dragnea. Questi, tuttavia, non poté presentare la propria candidatura alla posizione di primo ministro per via di una condanna penale ricevuta, che stabiliva l'interdizione a tale carica. Insieme agli alleati dell'Alleanza dei Liberali e dei Democratici (ALDE) di Călin Popescu Tăriceanu fu tra i promotori, quindi, della figura di Sorin Grindeanu, che divenne premier il 4 gennaio 2017.
Nei primi mesi del 2017 un'ondata di proteste investì il paese in relazione all'elaborazione di un'ordinanza in tema di grazia e di modifica del codice penale, argomento che fu molto risentito dall'opinione pubblica. Tra gennaio e febbraio 2017 migliaia di manifestanti si riunirono in diverse città della Romania chiedendo il ritiro dell'ordinanza, in quanto questa avrebbe favorito la corruzione e aiutato il presidente del PSD Liviu Dragnea ad evitare l'incriminazione in ulteriori inchieste in cui figurava come indagato. Il governo fu, alla fine, costretto a fare un passo indietro e procedere con l'abrogazione.
Con il passare dei mesi, per via di crescenti contrasti con il presidente del partito Liviu Dragnea, che lo accusava di non aver rispettato il programma di governo, nel giugno 2017 Grindeanu perse l'appoggio politico da parte del PSD, ma si rifiutò di dare le dimissioni. Grindeanu, di contro, criticò Dragnea di voler accentrare il potere nelle sue mani. In aperta rottura con i vertici del partito, il 21 giugno 2017 venne sfiduciato dal parlamento con 241 voti a favore e 10 contrari, a seguito di una mozione presentata dallo stesso PSD. Su iniziativa di Dragnea nacque, quindi, il governo Tudose.
Il premier Mihai Tudose, tuttavia, entrò presto in polemica con diversi ministri, elemento che portò a nuove tensioni interne al PSD. Dopo soli sei mesi, quindi, il primo ministro fu costretto alle dimissioni dal comitato esecutivo del partito. Il 29 gennaio l'europarlamentare PSD Viorica Dăncilă fu incaricata di formare un nuovo governo, rispettando la continuità con quelli precedenti. Il 1º gennaio 2019 la Romania assunse la presidenza di turno del Consiglio dell'Unione Europea.
Nel corso del 2017 Victor Ponta, espulso dal partito dopo aver apertamente contestato Dragnea, fondò PRO Romania, che si proponeva di diventare un'alternativa socialdemocratica al PSD, che riuscì a formare un proprio gruppo parlamentare alla camera nel maggio 2019.
Il 26 maggio 2019 si tennero due referendum in tema di giustizia, promossi dal presidente Iohannis, e le elezioni per il parlamento europeo. Entrambi i voti segnarono un successo per l'opposizione e una sconfitta per la coalizione di governo. Il 27 maggio, inoltre, Liviu Dragnea subì una condanna a tre anni e sei mesi di detenzione per corruzione, che portò al suo arresto e alla decadenza dai suoi incarichi. La posizione vacante di presidente della camera dei deputati il 29 maggio fu colmata da Marcel Ciolacu (PSD), che sconfisse il candidato dell'opposizione Raluca Turcan.
Nel mese di settembre l'ALDE di Tăriceanu si ritirò dalla coalizione di governo, lasciando il PSD con una debole maggioranza. Il leader del partito, inoltre, abbandonò il ruolo di capo del senato, che il 10 settembre 2019 passò a Teodor Meleșcanu, sostenuto dal PSD. Il 10 ottobre 2019 il governo Dăncilă fu sfiduciato dal parlamento su una mozione presentata dall'opposizione.
Il 4 novembre 2019 prestò giuramento il governo monocolore PNL con a capo Ludovic Orban. Nello stesso mese di novembre Klaus Iohannis ottenne la rielezione a presidente della repubblica per un nuovo mandato fino al 2024, sconfiggendo agevolmente il candidato del PSD Viorica Dăncilă. Nonostante fosse apertamente sostenuto da Iohannis, l'esecutivo guidato da Ludovic Orban, però, rimase in carica solamente per tre mesi, fino a quando fu costretto alle dimissioni da una mozione di sfiducia presentata dal PSD nel febbraio 2020.
Nello stesso mese, all'inizio della nuova sessione parlamentare, Titus Corlățean (PSD) assunse la funzione di presidente del senato ad interim, subentrando al dimissionario Meleșcanu, costretto ad abbandonare la funzione per via di una sentenza della Corte costituzionale che aveva decretato illegittima la sua elezione. In aprile fu sostituito da Robert Cazanciuc, sempre ad interim.
Pur mancando di una maggioranza parlamentare stabile, nel contesto generato dall'emergenza sanitaria dovuta all'epidemia di coronavirus, Ludovic Orban riuscì a formare un nuovo governo, che entrò in carica il 14 marzo 2020.
Le elezioni locali del settembre 2020 videro il successo del PNL nei centri maggiori, mentre il PSD si configurò come secondo partito per numero di voti.

## Governi
1. Governo Grindeanu
Dal 4 gennaio 2017 al 29 giugno 2017
Primo ministro: Sorin Grindeanu (PSD)
Composizione del governo: PSD, ALDE
2. Governo Tudose
Dal 29 giugno 2017 al 29 gennaio 2018
Primo ministro: Mihai Tudose (PSD), fino al 16 gennaio 2018; Mihai Fifor (PSD), ad interim dal 16 gennaio 2018
Composizione del governo: PSD, ALDE
3. Governo Dăncilă
Dal 29 gennaio 2018 al 4 novembre 2019
Primo ministro: Viorica Dăncilă (PSD)
Composizione del governo: PSD, ALDE (fino ad agosto 2019); PSD (da agosto 2019)
4. Governo Orban I
Dal 4 novembre 2019 al 14 marzo 2020
Primo ministro: Ludovic Orban (PNL)
Composizione del governo: PNL
5. Governo Orban II
Dal 14 marzo 2020 al 23 dicembre 2020
Primo ministro: Ludovic Orban (PNL)
Composizione del governo: PNL

## Camera dei deputati

### Ufficio di presidenza della Camera dei deputati
- Presidente:

1. Liviu Dragnea (PSD), fino al 27 maggio 2019
2. Carmen Mihălcescu (PSD), ad interim dal 28 maggio 2019 al 29 maggio 2019
3. Marcel Ciolacu (PSD), dal 29 maggio 2019

- Vice presidenti:

1. Gabriel Vlase (PSD), da dicembre 2016 a luglio 2018
2. Cătălin Predoiu (PNL), da dicembre 2016 a settembre 2017
3. Rovana Plumb (PSD), da dicembre 2016 a febbraio 2017
4. Florin Iordache (PSD), da dicembre 2016 a febbraio 2017 e da aprile 2017
5. Carmen Mihălcescu (PSD), da febbraio 2017
6. Ben-Oni Ardelean (PNL), da settembre 2017 a settembre 2018
7. Marilen Pirtea (PNL), da settembre 2018
8. Eugen Nicolicea (PSD), da settembre 2018 a settembre 2019
9. Vlad-Emanuel Duruș (USR), da settembre 2019 a febbraio 2020
10. Lucian Daniel Stanciu Viziteu (USR), da febbraio 2020 a settembre 2020
11. Bogdan Ionel Rodeanu (USR), da settembre 2020

- Segretari:

1. Ioana Bran (PSD), da dicembre 2016 a febbraio 2018
2. Corneliu-Mugurel Cozmanciuc (PNL), da dicembre 2016 a settembre 2017
3. Cristian Ghinea (USR), da dicembre 2016 a settembre 2017
4. Ion-Marcel Ciolacu (PSD), da dicembre 2016 a febbraio 2017
5. Georgian Pop (PSD), da febbraio 2017 a febbraio 2019
6. Cristian Buican (PNL), da settembre 2017
7. Liviu-Ionuț Moșteanu (USR), da settembre 2017 a febbraio 2018
8. Mircea Gheorghe Drăghici (PSD), da febbraio 2018 a marzo 2019
9. Cristian-Gabriel Seidler (USR), da febbraio 2018 a settembre 2018
10. Iulian Bulai (USR), da settembre 2018 a febbraio 2019
11. Dragoș Gabriel Zisopol (Minoranze), da febbraio 2019
12. Silviu Dehelean (USR), da febbraio 2019 a settembre 2019
13. Lia Olguța Vasilescu (PSD), da marzo 2019
14. Daniel Constantin (PRO), da settembre 2019 a novembre 2019
15. Cătălin Nechifor (PRO), da novembre 2019 a febbraio 2020
16. Daniel Suciu (PSD), da febbraio 2020 a settembre 2020
17. Iulian Iancu (PSD), da settembre 2020

- Questori:

1. Mircea Gheorghe Drăghici (PSD), da dicembre 2016 a febbraio 2018
2. Dénes Seres (UDMR), da dicembre 2016
3. Andrei Gerea (ALDE), da dicembre 2016 a febbraio 2020
4. Valeriu-Andrei Steriu (PMP), da dicembre 2016 a settembre 2017
5. Dragoș Gabriel Zisopol (Minoranze), da settembre 2017 a febbraio 2019
6. Ion-Marcel Ciolacu (PSD), da febbraio 2018 a maggio 2019
7. Cătălin Rădulescu (PSD), da febbraio 2019 a febbraio 2020
8. Laurențiu-Dan Leoreanu (PNL), da settembre 2019
9. Marius-Constantin Budăi (PSD), da febbraio 2020
10. Nicolae Bănicioiu (PRO), da febbraio 2020

### Gruppi parlamentari della Camera dei deputati
- Gruppo del Partito Social Democratico

Capogruppo Eugen Nicolicea (fino a febbraio 2017), Ion-Marcel Ciolacu (da febbraio 2017 a giugno 2017), Ioan Munteanu (da giugno 2017 a gennaio 2018), Vasile-Daniel Suciu (da gennaio 2018 a febbraio 2019), Alfred-Robert Simonis (da febbraio 2019)
- Gruppo del Partito Nazionale Liberale

Capogruppo Raluca Turcan (fino a novembre 2019), Florin-Claudiu Roman (da novembre 2019)
- Gruppo dell'Unione Salva Romania

Capogruppo Nicușor Dan (fino a giugno 2017), Cristian-Gabriel Seidler (da giugno 2017 a febbraio 2018), Claudiu-Iulius-Gavril Năsui (da febbraio 2018 a settembre 2018), Dan Barna (da settembre 2018 a febbraio 2019), Cristina-Mădălina Prună (da febbraio 2019 a settembre 2019), Stelian Ion (da settembre 2019 a febbraio 2020), Cătălin Drulă (da febbraio 2020)
- Gruppo dell'Unione Democratica Magiara di Romania

Capogruppo: Attila Korodi (fino a febbraio 2020), Zacharie Benedek (da febbraio 2020)
- Gruppo del Partito del Movimento Popolare

Capogruppo Eugen Tomac (fino a giugno 2019), Emil Pașcan (da giugno 2019)
- Gruppo PRO Europa (PRO Romania), attivo dal 29 maggio 2019

Capogruppo Victor Ponta
- Gruppo dei Partiti delle minoranze etniche in Romania

Capogruppo: Varujan Pambuccian
- Gruppo dell'Alleanza dei Liberali e dei Democratici, attivo fino al 18 settembre 2019 e dal 21 ottobre 2019 al 10 febbraio 2020

Capogruppo Constantin Avram (fino a settembre 2017), Varujan Vosganian (da settembre 2017 a settembre 2019), Toma Petcu (da ottobre 2019 a febbraio 2020)
- Non iscritti

### Commissioni parlamentari della Camera dei deputati

#### Commissioni permanenti della Camera dei deputati
- Commissione Politica economica, riforma e privatizzazione

Presidente: Mihai Tudose (PSD, fino a febbraio 2017), Laurențiu Nistor (PSD, da febbraio 2017 a febbraio 2018), Gheorghe Șimon (PSD, da febbraio 2018)
- Commissione Bilancio, finanze e banche

Presidente: Leonardo Badea (PSD, fino a giugno 2017), Viorel Ștefan (PSD, da giugno 2017 a gennaio 2018), Marius-Constantin Budăi (PSD, da febbraio 2018 a dicembre 2018), Sorin Lazăr (PSD, da febbraio 2019)
- Commissione Industria e servizi

Presidente: Iulian Iancu (PSD, fino a settembre 2020), Sorin Ioan Bumb (PNL, da settembre 2020)
- Commissione Trasporti e infrastrutture

Presidente: Lucian Bode (PNL, fino a novembre 2019), Marius Bodea (PNL, da novembre 2019 a giugno 2020), Găvrilă Ghilea (PNL, da giugno 2020)
- Commissione Agricoltura, silvicoltura, industria alimentare e servizi per l'agricoltura

Presidente: Ioan Munteanu (PSD, fino a settembre 2017), Alexandru Stănescu (PSD, da settembre 2017)
- Commissione Diritti dell'uomo, culti e problemi delle minoranze nazionali

Presidente: Iusein Ibram (Minoranze)
- Commissione Amministrazione pubblica e gestione del territorio

Presidente: Cristian Buican (PNL, fino a settembre 2017), Florin-Claudiu Roman (PNL, da settembre 2017 a dicembre 2019), Angelica Fădor (PNL, da dicembre 2019)
- Commissione Ambiente ed equilibrio ecologico

Presidente: Toma Petcu (ALDE, fino a febbraio 2017), Remus Borza (ALDE, da febbraio 2017 a giugno 2017), Ion Cupă (ALDE, da giugno 2017 a settembre 2019, Ind., da settembre 2019, PMP, da gennaio 2020)
- Commissione Lavoro e protezione sociale

Presidente: Adrian Solomon (PSD)
- Commissione Sanità e famiglia

Presidente: Corneliu-Florin Buicu (PSD)
- Commissione Istruzione, scienza, gioventù, sport

Presidente: Camelia Gavrilă (PSD, fino a settembre 2019), Sorin Câmpeanu (PRO, da settembre 2019, PNL, da gennaio 2020)
- Commissione Cultura, arte, mezzi di informazione di massa

Presidente: Gigel Știrbu (PNL)
- Commissione Giuridica, di disciplina e immunità

Presidente: Florin Iordache (PSD, fino a gennaio 2017), Eugen Nicolicea (PSD, da gennaio 2017 ad ottobre 2018), Nicușor Halici (PSD, da ottobre 2018)
- Commissione Difesa, ordine pubblico e sicurezza nazionale

Presidente: Dorel-Gheorghe Căprar (PSD, fino a settembre 2019), Ion Mocioalcă (PRO, da settembre 2019)
- Commissione Politica estera

Presidente: Rozália Biró (UDMR)
- Commissione Indagini sugli abusi, la corruzione e per le petizioni

Presidente: Ioan Balan (PNL)
- Commissione per il Regolamento

Presidente: Eugen Nicolicea (PSD)
- Commissione per la tecnologia informatica e delle comunicazioni

Presidente: Cătălin Drulă (USR, fino a febbraio 2020), Cornel Zainea (USR, da febbraio 2020),
- Commissione Pari opportunità per donne e uomini

Presidente: Oana Bîzgan (USR, fino a novembre 2017), Cosette-Paula Chichirău (USR, da novembre 2017 a febbraio 2018), Cristina-Ionela Iurișniți (USR, da febbraio 2018)
- Commissione per le comunità di romeni all'estero

Presidente: Constantin Codreanu (PMP)
- Commissione per gli affari europei

Presidente: Victor Ponta (PSD, fino a settembre 2017), Rovana Plumb (PSD, da ottobre 2017 a gennaio 2018), Angel Tîlvăr (PSD, da febbraio 2018)

#### Commissioni d'inchiesta della Camera dei deputati
- Commissione d'inchiesta sulla situazione dei casi dei bambini scomparsi, attiva dal 10 marzo 2020

Presidente: Carmen Mihălcescu (PSD)
- Commissione d'inchiesta sulle attività della TAROM nel periodo 2007-2018, attiva dal 20 marzo 2019

Presidente: Alexandru Rotaru (PSD)
- Commissione d'inchiesta sulle modalità di assegnazione dei contratti di collaborazione con terzi, di assunzione del personale e di realizzazione delle spese pubbliche nell'esecuzione di contratti di collaborazione con la Televiziunea Română, attiva dal 20 febbraio 2019

Presidente: Ștefan-Alexandru Băișanu (ALDE, fino a settembre 2019, Ind., da settembre 2019)

#### Commissioni speciali della Camera dei deputati
- Commissione speciale per l'elaborazione, la modifica e il completamento di proposte legislative in materia di sport in Romania, attiva dal 27 maggio 2020

Presidente Victor Pontra (PRO)

#### Altre commissioni della Camera dei deputati
- Commissione per la Convalida

Presidente: Florin Iordache (PSD, fino a gennaio 2017), Ion-Marcel Ciolacu (PSD, da gennaio 2017 ad aprile 2017), Ion Mocioalcă (PSD, da aprile 2017 a febbraio 2018), Laurențiu Nistor (PSD, da febbraio 2018)

## Senato

### Ufficio di presidenza del Senato
- Presidente:

1. Călin Popescu Tăriceanu (ALDE), fino al 2 settembre 2019
2. Șerban Valeca (PSD), ad interim dal 2 settembre 2019 al 10 settembre 2019
3. Teodor Meleșcanu (Indipendente), dal 10 settembre 2019 al 3 febbraio 2020
4. Titus Corlățean (PSD), ad interim dal 4 febbraio 2020 al 9 aprile 2020
5. Robert Cazanciuc (PSD), ad interim dal 9 aprile 2020

- Vice presidenti:

1. Niculae Bădălău (PSD), da dicembre 2016 a febbraio 2018
2. Iulian Claudiu Manda (PSD), da dicembre 2016 a settembre 2019
3. Mihai Goțiu (USR), da dicembre 2016 a febbraio 2018
4. Laura-Iuliana Scântei (PNL), da dicembre 2016 a settembre 2017
5. Cornel Popa (PNL), da settembre 2017 a settembre 2018
6. Nicu Fălcoi (USR), da febbraio 2018 a settembre 2018
7. Adrian Țuțuianu (PSD), da febbraio 2018 a novembre 2018
8. Doina Elena Federovici (PSD), da settembre 2018 a settembre 2019
9. Alina Gorghiu (PNL), da settembre 2018
10. Șerban Valeca (PSD), da novembre 2018
11. Robert Cazanciuc (PSD), da settembre 2019
12. Titus Corlățean (PSD), da settembre 2019

- Segretari:

1. Marian Pavel (PSD), da dicembre 2016
2. Ion Marcel Vela (PNL), da dicembre 2016 a febbraio 2018 e da settembre 2018 a novembre 2019
3. Ioan-Iustin Talpoș (PMP), da dicembre 2016 a settembre 2017
4. Adrian Țuțuianu (PSD), da dicembre 2016 a settembre 2017
5. Ștefan-Radu Oprea (PSD), da settembre 2017 a febbraio 2018
6. Ion Ganea (PMP, fino a maggio 2018, PSD, da maggio 2018), da settembre 2017 a febbraio 2018 e da giugno 2018
7. Mario-Ovidiu Oprea (PNL), da febbraio 2018 a settembre 2018 e da novembre 2019
8. Emilia Arcan (PSD), da febbraio 2018 a settembre 2018
9. Gheorghe Baciu (PMP), da febbraio 2018 a giugno 2018
10. Nicu Fălcoi (USR), da settembre 2018 a febbraio 2019
11. Silvia Dinică (USR), da febbraio 2019 a febbraio 2020
12. George Dircă (USR), da febbraio 2020

- Questori:

1. Doina Elena Federovici (PSD), da dicembre 2016 a settembre 2018
2. Barna Tánczos (UDMR), da dicembre 2016
3. Alexandru Pereș (PNL), da dicembre 2016 a settembre 2017
4. Paul Stănescu (PSD), da dicembre 2016 a settembre 2017 e da settembre 2019
5. Adrian Țuțuianu (PSD), da settembre 2017 a febbraio 2018
6. Ion Popa (PNL), da settembre 2017 a febbraio 2018
7. Nicolae Marin (PSD), da febbraio 2018 a settembre 2019
8. Nazare Eugen Țapu (PNL), da febbraio 2018 a settembre 2018
9. Emilia Arcan (PSD), da settembre 2018 a settembre 2019
10. Cornel Popa (PNL), da settembre 2018
11. Marius Dunca (PSD), da settembre 2019

### Gruppi parlamentari del Senato
- Gruppo del Partito Social Democratico

Capogruppo Șerban Nicolae (da dicembre 2016 a maggio 2017 e da settembre 2017 a settembre 2019), Mihai Fifor (da maggio 2017 a settembre 2017), Radu Cosmin Preda (da settembre 2019 a ottobre 2020), Ștefan Radu Oprea (da ottobre 2020)
- Gruppo del Partito Nazionale Liberale

Capogruppo Mario-Ovidiu Oprea (fino a settembre 2017), Iulian Dumitrescu (da settembre 2017 a novembre 2018), Florin Cîțu (da novembre 2018 a novembre 2019), Daniel Fenechiu (da novembre 2019)
- Gruppo dell'Unione Salva Romania

Capogruppo Cristian Ghica (fino a febbraio 2019), Adrian Wiener (da febbraio 2019)
- Gruppo dell'Unione Democratica Magiara di Romania

Capogruppo: Attila-Zoltán Cseke
- Gruppo dell'Alleanza dei Liberali e dei Democratici, disciolto l'11 settembre 2019

Capogruppo Viorel Ilie (fino ad aprile 2017), Ionuț Sibinescu (da aprile 2017 a giugno 2018), Daniel Zamfir (da giugno 2018 a settembre 2019), Călin Popescu Tăriceanu (da settembre 2019)
- Gruppo del Partito del Movimento Popolare, disciolto il 4 giugno 2018

Capogruppo Dorin Valeriu Bădulescu
- Non iscritti

### Commissioni parlamentari del Senato

#### Commissioni permanenti del Senato
- Commissione Giuridica, di nomina, disciplina, immunità e convalida

Presidente Carmen Dan (PSD, fino a gennaio 2017), Șerban Nicolae (PSD, da gennaio 2017 a maggio 2017), Robert Cazanciuc (PSD, da maggio 2017 a settembre 2019), Șerban Nicolae (PSD, da settembre 2019)
- Commissione Costituzionalità, libertà civili e monitoraggio dell'applicazione delle sentenze della Corte europea dei diritti dell'uomo

Presidente Teodor Meleșcanu (ALDE, fino a gennaio 2017), Ionuț Sibinescu (ALDE, da gennaio 2017 a settembre 2018), George Edward Dircă (USR, da settembre 2018 a febbraio 2020), Nicu Fălcoi (USR, da febbraio 2020)
- Commissione Economica, industria e servizi

Presidente Daniel Zamfir (PNL, fino a gennaio 2018, ALDE, da settembre 2018 a settembre 2019, Ind., da settembre 2019), Florin Cîțu (PNL, da febbraio 2018 a settembre 2018)
- Commissione bilancio, finanze, attività bancaria e mercato dei capitali

Presidente Viorel Arcaș (PSD, da dicembre 2016 a marzo 2017 e da febbraio 2018), Eugen Teodorovici (PSD, da marzo 2017 a gennaio 2018)
- Commissione Agricoltura, silvicoltura e sviluppo rurale

Presidente Doina Silistru (PSD, fino a febbraio 2020), George-Cătălin Stângă (PNL, da febbraio 2020)
- Commissione Politica estera

Presidente Cristian Dumitrescu (PSD)
- Commissione Amministrazione pubblica e organizzazione del territorio

Presidente Florin Cârciumaru (PSD)
- Commissione Difesa, ordine pubblico e sicurezza nazionale

Presidente Iulian Dumitrescu (PNL, fino a gennaio 2018), Ion Marcel Vela (PNL, da febbraio 2018 a settembre 2018), Tit Liviu Brăiloiu (PSD, da settembre 2018)
- Commissione Lavoro, famiglia e protezione sociale

Presidente Ion Rotaru (PSD)
- Commissione Istruzione, scienza, gioventù e sport

Presidente Ecaterina Andronescu (PSD, fino a gennaio 2018), Liviu Pop (PSD, da febbraio 2018)
- Commissione Sanità pubblica

Presidente Attila László (UDMR)
- Commissione Cultura, arte e mezzi di informazione di massa

Presidente Ioan Vulpescu (PSD, fino a gennaio 2017), Lucian Romașcanu (PSD, da gennaio 2017 ad agosto 2017), Radu-Cosmin Preda (PSD, da settembre 2017 a settembre 2019), Lucian Romașcanu (PSD, da settembre 2019)
- Commissione Diritti dell'uomo, culti e minoranze

Presidente Marius Nicoară (PNL, fino a giugno 2018), Mircea Vasile Cazan (PNL, da giugno 2018 a settembre 2018), Dorin Valeriu Bădulescu (ALDE, da settembre 2018 a febbraio 2020), Ákos Derzsi (UDMR, da febbraio 2020)
- Commissione Pari opportunità, attiva fino al 10 settembre 2018

Presidente Adrian Wiener (USR)
- Commissione Sviluppo regionale, amministrazione attività dello stato e privatizzazione, attiva fino al 10 settembre 2018

Presidente Ilie Niță (ALDE)
- Commissione Indagine sugli abusi, lotta alla corruzione e per le petizioni

Presidente Iancu Caracota (PNL, da dicembre 2016 a gennaio 2018 e da settembre 2018), Costel Șoptică (PNL, da febbraio 2018 a settembre 2018)
- Commissione Regolamento

Presidente Mihai Fifor (PSD, fino ad agosto 2017 e da giugno 2019), Ioan Deneș (PSD, da settembre 2017 a gennaio 2018), Nicolae Moga (PSD, da febbraio 2018 a gennaio 2019)
- Commissione Affari europei

Presidente Gabriela Crețu (PSD)
- Commissione Romeni all'estero

Presidente Viorel Riceard Badea (PNL, fino a settembre 2018 e da novembre 2019), Radu Mihai Mihail (USR, da settembre 2018 a novembre 2019)
- Commissione Ambiente

Presidente Allen Coliban (USR, fino a settembre 2018 e da novembre 2019), George Cătălin Stângă (PNL, da settembre 2018 a novembre 2019)
- Commissione Trasporti ed infrastrutture

Presidente Ionel Daniel Butunoi (PSD)
- Commissione Energia, infrastruttura energetica e risorse minerali, attiva dal 17 settembre 2018

Presidente Gheorghe Marin (PSD)
- Commissione Sviluppo e strategia economica, attiva fino al 10 settembre 2018

Presidente Traian Băsescu (PMP)
- Commissione Comunicazioni e tecnologia informatica

Presidente Mircea Vasile Cazan (PNL)
- Commissione Acque, foreste, pesca e caccia

Presidente Costel Șoptică (PNL)

#### Commissioni speciali del Senato
- Commissione speciale per l'elaborazione di proposte legislative relative alla modifica e al completamento della legge 321/2009 riguardante la commercializzazione dei prodotti alimentari, attiva dal 13 marzo 2017

Presidente Gabriela Crețu (PSD)

## Strutture parlamentari comuni

### Commissioni parlamentari comuni

#### Commissioni permanenti comuni
- Commissione comune per l'esercizio del controllo parlamentare sulle attività del Serviciul Român de Informații

Presidente Adrian Țuțuianu (PSD, fino a settembre 2017), Iulian Claudiu Manda (PSD, da settembre 2017 a giugno 2019), Eugen Bejinariu (PSD, da giugno 2020)
- Commissione comune per l'esercizio del controllo parlamentare sulle attività del Serviciul de Informații Externe

Presidente Mihai Weber (PSD)
- Commissione parlamentare per i rivoluzionari del 1989

Presidente Cristian-George Sefer (PMP, da dicembre 2016 a novembre 2018, PSD, da novembre 2018)
- Commissione comune per l'integrazione europea tra il parlamento della Romania e il Parlamento della Repubblica di Moldavia

Presidente Bogdan-Ionel Rodeanu (USR)
- Commissione parlamentare per lo statuto dei deputati e dei senatori, l'organizzazione e il funzionamento delle sedute comuni della Camera dei deputati e del Senato

Presidente Gheorghe Șimon (PSD, fino a settembre 2017), Ion Mocioalcă (PSD, da settembre 2017 a febbraio 2019), Valeriu Steriu (PSD, da febbraio 2019 a giugno 2020), Laura Mihaela Fulgeanu Moagher (PSD, da giugno 2020)
- Commissione per le relazioni con l'UNESCO

Presidente Eugen Nicolăescu (PNL, fino a settembre 2017), Ionel Palăr (PNL, da settembre 2017)

#### Commissioni speciali comuni
- Commissione speciale comune per la celebrazione del centenario della Grande Unione e della guerra per l'unificazione del paese, attiva dal 28 giugno 2017

Presidente Lucian Romașcanu (PSD, fino a settembre 2017), Ecaterina Andronescu (PSD, da settembre 2017)
- Commissione speciale comune per la sistematizzazione, l'uniformità e la garanzia della stabilità legislativa nel campo della giustizia, attiva dal 27 settembre 2017 al 24 settembre 2019

Presidente Florin Iordache (PSD)
- Commissione speciale comune per il coordinamento delle attività parlamentari necessarie alla preparazione della Presidenza del Consiglio dell'Unione Europea del primo semestre del 2019, attiva dall'11 ottobre 2017 al 30 giugno 2019

Presidente Ana Birchall (PSD, fino a febbraio 2018), Titus Corlățean (PSD, da febbraio 2018 a dicembre 2018), Gabriela Crețu (PSD, da dicembre 2018)
- Commissione speciale comune per l'elaborazione del codice amministrativo, attiva dal 18 aprile 2018 al 3 aprile 2019

Presidente Ion-Marcel Ciolacu (PSD)
- Commissione speciale comune per l'analisi e l'aggiornamento del quadro normativo nel campo della sicurezza nazionale, attiva dal 18 aprile 2018 al 18 marzo 2019

Presidente Iulian Claudiu Manda (PSD)
- Commissione speciale comune per il controllo sull'esercizio di bilancio annuale della Corte dei conti, attiva dal 4 luglio 2018

Presidente Sorin Lazăr (PSD, fino ad aprile 2019), Vasile Cocoș (PSD, da aprile 2019)
- Commissione speciale comune per l'elaborazione, la modifica e il completamento delle proposte di legge in materia elettorale, attiva dal 18 giugno 2019

Presidente Dorin Valeriu Bădulescu (ALDE, fino a settembre 2019, Ind., da settembre 2019)

#### Commissioni d'inchiesta comuni
- Commissione parlamentare d'inchiesta per la verifica delle condizioni in cui è stata realizzata la revisione di bilancio da parte del governo della Romania nei mesi di agosto e novembre 2016, attiva dal 16 gennaio 2017
- Commissione speciale d'inchiesta per la verifica degli aspetti riguardanti l'organizzazione delle elezioni presidenziali in Romania del 2009 e il risultato dello scrutinio, attiva dall'11 maggio 2017 al 12 febbraio 2018

Presidente Mihai Fifor (PSD, fino a luglio 2017), Oana-Consuela Florea (PSD, da luglio 2017)
- Commissione parlamentare d'inchiesta per il chiarimento sugli aspetti riguardanti la dismissione della Direzione Generale di Protezione e Anticorruzione (DGPA), attiva dal 27 settembre 2017 al 13 giugno 2018

Presidente Șerban Nicolae (PSD, fino a febbraio 2018), Viorel Salan (PSD, da febbraio 2018)
- Commissione parlamentare d'inchiesta sull'attività dell'attività dell'Autorità Nazionale di Regolamentazione nel Campo dell'Energia (ANRE), attiva dal 27 settembre 2017 al 30 maggio 2018

Presidente Iulian Iancu (PSD)
- Commissione parlamentare d'inchiesta per la verifica delle attività del direttore del Servizio di Protezione e Sorveglianza (Serviciul de Protecție și Pază), il sig. Pahonțu Lucian-Silvan, e delle modalità tramite le quali sia stato possibile che abbia coinvolto l'istituzione in attività che eccedono il suo quadro legale di funzionamento, attiva dal 20 febbraio 2018

Presidente Ionel Daniel Butunoi (PSD)
- Commissione parlamentare d'inchiesta per la verifica di eventuali irregolarità e frodi segnalate dall'opinione pubblica in occasione dello svolgimento delle elezioni europee del 2019, attiva dal 26 giugno 2019

Presidente Lia Olguța Vasilescu (PSD)
- Commissione parlamentare d'inchiesta per la verifica di eventuali irregolarità e frodi segnalate dall'opinione pubblica in occasione delle trasferte dei lavoratori stagionali rumeni per la raccolta degli asparagi, attiva dal 30 giugno 2020

Presidente Radu Ștefan Oprea (PSD)
- Commissione parlamentare d'inchiesta sulle acquisizioni e la gestione dello stato d'emergenza, attiva dal 30 giugno 2020

Presidente Marius Budăi (PSD)

### Delegazioni parlamentari presso le organizzazioni internazionali
- Gruppo misto di controllo parlamentare specializzato all'Europol

Capo delegazione Oana Consuela Florea (PSD)
- Delegazione del Parlamento della Romania presso l'assemblea interparlamentare dell'ortodossia (AIO)

Presidente Matei-Adrian Dobrovie (USR, fino a novembre 2018), Claudiu-Iulius-Gavril Năsui (USR, da novembre 2018 a ottobre 2019), Dan-Răzvan Rădulescu (USR, da ottobre 2019)
- Delegazione del Parlamento della Romania presso l'assemblea del Processo di Cooperazione dell'Europa sud-orientale (AP SEECP)

Presidente Mariana-Venera Popescu (Minoranze)
- Delegazione del Parlamento della Romania presso l'assemblea parlamentare dell'Unione per il Mediterraneo (AP UpM)

Presidente Viorel Ilie (ALDE, da giugno 2017 a settembre 2019, Ind., da settembre 2019)
- Delegazione del Parlamento della Romania presso l'assemblea parlamentare del Consiglio dell'Unione europea (APCE)

Presidente Titus Corlăețan (PSD, fino a dicembre 2018), Răzvan Cuc (PSD, da dicembre 2018 ad aprile 2019), Liviu Pop (PSD, da aprile 2019)
- Delegazione del Parlamento della Romania presso l'assemblea parlamentare dell'Organizzazione della cooperazione economica del mar Nero (APCEMN)

Capo delegazione Roberta Anastase (PNL)
- Delegazione del Parlamento della Romania presso l'assemblea parlamentare della francofonia (APF)

Presidente Nicolae Bănicioiu (PSD, fino a febbraio 2018), Simona Bucura-Oprescu (PSD, da febbraio 2018)
- Delegazione del Parlamento della Romania presso l'Assemblea parlamentare del Mediterraneo (APM)

Presidente Florin Iordache (PSD)
- Delegazione del Parlamento della Romania presso l'assemblea parlamentare della NATO (APNATO)

Capo delegazione Vergil Chițac (PNL, fino a settembre 2017, Indipendente, da febbraio 2017 a novembre 2019, PNL, da novembre 2019)
- Delegazione del Parlamento della Romania presso l'assemblea parlamentare dell'OSCE (APOSCE)

Presidente Victor Ponta (PSD, fino a settembre 2017), Ana Birchall (PSD, da settembre 2017 a gennaio 2018), Lucian Romașcanu (PSD, da luglio 2018)
- Delegazione del Parlamento della Romania presso l'Iniziativa centro europea - dimensione parlamentare (ICE-DP)

Presidente Rozália Biró (UDMR)
- Comitato di direzione del Gruppo romeno di unione interparlamentare (UIP)

Presidente Ioan Stan (PSD)